# 布拉德利 (南达科他州)
布拉德利（英語：Bradley），是美国南达科他州下属的一座城市。根据2010年美国人口普查，该市有人口70人。论人口在本州排行第256。